# کارتیکا دیپام
کارتیکا دیپام 
(به تلوگویی: Karthika Deepam) فیلمی محصول سال ۱۹۷۹ و به کارگردانی لاکشمی دیپاک است. در این فیلم بازیگرانی همچون سبحان بابو، سری دوی، شارادا، گیتا ایفای نقش کرده‌اند.